# Hylenaea comosa
Hylenaea comosa är en benvedsväxtart som först beskrevs av Olof Peter Swartz, och fick sitt nu gällande namn av John Miers. Hylenaea comosa ingår i släktet Hylenaea och familjen Celastraceae. Inga underarter finns listade.